# Peezer Bach
Der Peezer Bach ist ein etwa 18 Kilometer langes Fließgewässer bei Rostock und besitzt ein 56 km² großes Einzugsgebiet. Namensgebend ist der nahe der Mündung liegende Rostocker Ortsteil Peez.

## Verlauf
Das Gewässer entspringt dem Steinfelder Holz und fließt von dort, gespeist durch weitere forstliche Entwässerungsgräben in Richtung Westen. Der Bach durchfließt Poppendorf und den zentralen Mühlenteich. In Mönchhagen quert das Gewässer die Bahnstrecke Stralsund–Rostock und die B 105. Der Bach verläuft südlich der Gemeinde und teilt sich an einer Bifurkation in zwei Stränge, wobei der nördliche weiter parallel dem Straßenverlauf folgt. Auf dem Gebiet der Universitäts- und Hansestadt Rostock ist das Einzugsgebiet als Landschaftsschutzgebiet Peezer Bach unter Schutz gestellt. Nach etwa vier Kilometern vereinigen sich beide Stränge und münden etwa einen Kilometer weiter westlich im Breitling, als Teil der Unterwarnow.

## Gewässermorphologie
Das Gewässer ist vom zuständigen Staatlichen Amt für Landwirtschaft und Umwelt Mittleres Mecklenburg als natürlich eingestuft. Der Oberlauf und einige Teilbereiche im Unterlauf sind dem Fließgewässertyp eines kiesgeprägten Tieflandbach. Die Hälfte des Bettes ist als sandgeprägter Tieflandbach charakterisiert und der letzte Kilometer der Fließstrecke erfüllt die Kriterien eines Rückstau- bzw. brackwasserbeeinflussten Ostseezufluss.
Zur Umsetzung der Vorgaben der Wasserrahmenrichtlinie sind bereits verschiedene Maßnahmen zum Erreichen eines naturnahen Zustandes umgesetzt oder geplant. So wurden Querbauwerke zurückgebaut, um eine Durchgängigkeit für Wasserlebewesen zu ermöglichen. In den Jahren 2008 bis 2011 wurde der Unterlauf zwischen Mönchhagen und der Vereinigung von Nord- und Südarm einer Strukturverbesserung unterzogen. Hierbei wurden Sohlabstürze entfernt und dem Gewässer ein Entwicklungskorridor zur Verfügung gestellt.

## Wasserwirtschaft
Der Peezer Bach ist nach Landeswassergesetz Mecklenburg-Vorpommern ein Gewässer zweiter Ordnung und damit fällt die Unterhaltung in die Zuständigkeit des Wasser- und Bodenverbandes „Untere Warnow-Küste“.
Das Gewässer bietet den anlegenden Gemeinden und den zufließenden Gräben und Entwässerungssystemen Vorflut. Ebenso entwässert das Düngemittelwerk Poppendorf in den Bach.
An der Aufzweigung des Baches findet eine Regulierung der Wasserverteilung statt. So soll der Nordarm vorrangig mit Wasser versorgt werden, um eine Mindestwasserführung von 100 l/s zu gewährleisten. Hierzu wird der Zufluss des südlichen Zweigs mittels eines festen Wehrs reguliert.
Im Südarm befindet sich eine Wasserentnahmestelle des Landwirtschaftsbetriebs von Karls Erdbeerhof. Durch das Wehr an der Bifurkation und einer zusätzlichen Schwelle an der Entnahmestelle wird sichergestellt, dass das Gewässer weiterhin ausreichend Wasser führt. Die Funktion der vorgesehenen Verteilung ist jedoch nicht ausreichend gewährleistet und die damit verbundende Mindestwasserführung im Nordarm wird immer wieder unterschritten.

## Umwelt
Die Ufer des Gewässers sind sehr divers in ihrer Nutzung und Struktur. So unterliegt ein Großteil der Ufer einer landwirtschaftlichen Nutzung durch Acker- und Grünlandwirtschaft und Weidehaltung. Diese Nutzung findet bis nah an die Böschungskante statt, was den Eintrag von Stoffen ins Gewässer begünstigt. Zusätzliche Einträge stammen aus Kläranlagen und dem eingeleiteten Abwasser des Düngemittelwerks Poppendorf. Die über die Jahre durchgeführten Monitorings zeigen eine zunehmende Besserung der ökologischen Zustands, insbesondere der biologischen Komponenten. Diese Veränderungen lassen sich auf die bereits durchgeführten Maßnahmen zurückführen. Ein Erreichen des guten ökologischen Zustands wird um das Jahr 2045 erwartet.

### Fauna
Der Peezer Bach stellt ein wichtiges Laichgewässer für Meerforellen dar.
Weitere bei Befischungen nachgewiesene Fischarten sind Plötze, Dreistachliger Stichling, Schwarzmund-Grundel, Neunstachliger Stichling und Ukelei.
Das Arteninventar an Makrozoobenthos hat sich über die vergangenen Jahre dem zu erwartenden Profil angenähert und befindet sich auf dem Weg zu einem guten ökologischen Zustand.

### Flora
Auch der Bewuchs des Gewässerbetts entspricht teilweise einem guten ökologischen Zustand. Lediglich die Begleitvegetation in Form eines Gewässerrandstreifens ist nicht an allen Bereichen ausgebildet und fördert so den großflächigen Bewuchs mit Schilf durch fehlende Beschattung.
Trotzdem sind Bereiche im Oberlauf mit natürlichen Bruchwaldstrukturen, bestehend aus Erlen und Eschen bestanden.

### Wasserqualität
Bei den Konzentrationen von Nitrat, Gesamtstickstoff und Gesamtphosphor kommt es, neben einer zu hohen Leitfähigkeit, zu erhöhten Belastungen. Einen großen Anteil hat als Basisbelastung die Einleitung aus dem Düngemittelwerk Poppendorf. Zusätzlich kommen diffuse Einträge aus landwirtschaftlicher Nutzung hinzu. Der chemische Zustand des Peezer Bachs wird als nicht gut eingestuft. Es wurde eine Überschreitung der Umweltqualitätsnorm für Quecksilber und Pentabromdiphenylether festgestellt. In einer Quelle wird auch eine Überschreitung für das Herbizid MCPA genannt.